# Nitrosopumilales
Ordre
Classification phylogénétique
- Phylum : Thaumarchaeota
  - Ordre : Cenarchaeales
    - Famille : Cenarchaeaceae
      - Genre : Cenarchaeum

  - Ordre : Nitrosopumilales
    - Famille : Nitrosopumilaceae
      - Genre : Nitrosopumilus
      - Genre : Ca. Nitrosoarchaeum

  - Ordre : Nitrososphaerales
    - Famille : Nitrososphaeraceae
      - Genre : Nitrososphaera

  - Incertae sedis :
    - Candidatus Caldiarchaeum
    - Candidatus Giganthauma
    - Candidatus Nitrosotalea

Les Nitrosopumilales sont un ordre d'archées de l'embranchement (phylum) des Thaumarchaeota.